# Onychoteuthis banksii
Onychoteuthis banksii é uma espécie de molusco pertencente à família Onychoteuthidae.
A autoridade científica da espécie é Leach, tendo sido descrita no ano de 1817.
Trata-se de uma espécie presente no território português, incluindo a zona económica exclusiva.